# Bobo! Do That Thing/Guajira
Bobo! Do That Thing/Guajira è il primo album come leader di Willie Bobo, pubblicato dalla Tico Records nel 1963.
Erroneamente il primo disco di Willie Bobo viene indicato, in alcune discografie, come "Sabroso!", che in realtà è di Mongo Santamaría (e che nel disco Willie Bobo era il percussionista). Nel 2002 la Fania Records pubblicò il disco su CD con gli stessi dodici brani.

## Tracce
Lato A
1. Bobo! Do That Thing – 2:38 (Dave Burns, Gil Fuller)
2. Diferente – 2:50 (Chick Corea)
3. He's That Way – 3:07 (Dave Burns)
4. Un solo favor – 2:30 (Joe Timpa)
5. Azulito – 2:13 (Ray Santos)
6. Grab Your Hat – 2:31 (Larry Gales, Willie Bobo)

Lato B
1. Chickadee – 2:05 (Chick Corea)
2. Guajira – 2:44 (Chick Corea)
3. Rigor Mortis – 2:25 (Dave Burns)
4. Latin Interlude – 2:47 (Frank Colon)
5. A la bobita – 2:12 (Ray Santos)
6. Ritmo tymbale – 1:53 (Willie Bobo)

## Musicisti
- Willie Bobo - percussioni, voce
- Musicisti non accreditati.